# 伊勢屋忠介
伊勢屋 忠介（いせや ちゅうすけ、生没年不詳）とは江戸時代の江戸にあった地本問屋。

## 来歴
伊勢忠と号す。名は忠助とも。幕末に江戸の芝神明前鉄三郎店、後に三島町武兵衛店において地本問屋を営業している。歌川国芳、歌川広重の錦絵を出版している。

## 作品
- 歌川国芳 「三国妖狐図会 天竺 華陽夫人釆姫が眼を射て斑足王をなぐさむ」 大判 錦絵 嘉永
- 歌川広重 「浅草金龍山奥山花屋敷」 大判3枚続 錦絵 嘉永6年（1853年）
- 歌川広重 「江戸名所四季眺」